# Маркош
Маркош Роберто Силвейра Рейс, по-известен само като Маркош е бивш бразилски вратар. През цялата си кариера играе за Палмейрас, като е един от най-култовите футболисти на „зелените“.

## Клубен отбор
Маркош е футболист на Палмейрас от 1992. През 1999 става неизменен титуляр и помага на тима да стигне 1/4 финал на Копа Либертадорес, където отпадат от друг бразилски тим – Коринтианс след изпълнение на дузпи. През 2002 година, след като помага на бразилския национален тим да стане световен шампион за пети път, Маркош получава предложение от английския Арсенал, но до контракт не се стига. През 2003 Палмейрас играе в Бразилската Серия Б. Маркош е с основен принос за завръщането на Палмейрас в Кампеонато Бразилейро. На 21 септември 2008 година изиграва мач номер 400 в кариерата си. На този ден той получава фланелка с номер 400, на която пише името му и „О Melhor goleiro do Brasil“ (най-добрият вратар в Бразилия).
На 18 август 2010 изиграва своят мач номер 500 за Палмейрас. Той е срещу Витория Баия. През 2012 слага край на кариерата си поради контузии.

## Национален отбор
Маркос дебютира за Бразилия на 13 ноември 1999. Той остава трети вратар на Копа Америка, като пред него са предпочетени Дида и Рожерио Сени. През 2001 печели титулярното място, избутваки Дида на пейката. Той е първи избор за Мондиал 2002, като става и световен шампион. Маркос играе във всички срещи, като записва четири „сухи“ мача. Последните си изяви с екипа на националния тим прави на Купата на конфедерациите през 2005 година.